# Kayunga
Kayunga ist eine Stadt in Uganda und Hauptstadt des gleichnamigen Distrikts.
Sie liegt etwa 76 km von der Hauptstadt Kampala entfernt. Bis nach Kayunga führt eine Asphaltstraße, die ab Mukono allerdings sehr schlecht ist. Ab Kayunga gibt es nur noch Erdstraßen. Man kann in ungefähr zwei Stunden die Hauptstadt und in einer Stunde die Industriestadt Jinja erreichen.
Kayunga liegt nahe am Nil und dem Kyogasee, der allerdings in der Nähe der Stadt aus Sumpf besteht. Der nahe gelegene Victoriasee und die etwa 1000 m hohe Lage machen das Klima in Kayunga angenehm, trotz hoher Temperaturen.

## Klima
Das Klima ist durch die Lage in der Nähe des Äquators ganzjährig ausgeglichen warm, aufgrund der Höhenlage jedoch nicht übermäßig heiß.
Die Temperaturen liegen zwischen 19 °C und 25 °C.
Die Regenzeiten sind regelmäßig von März bis Mai und von August bis November.
|                         | Januar | Februar | März | April | Mai | Juni | Juli | August | September | Oktober | November | Dezember | Jahr |
| ----------------------- | ------ | ------- | ---- | ----- | --- | ---- | ---- | ------ | --------- | ------- | -------- | -------- | ---- |
| Niederschlag in mm      | 45     | 60      | 125  | 170   | 135 | 75   | 50   | 85     | 90        | 100     | 125      | 105      | 1165 |
| Ø min. Temperatur in °C | 18     | 18      | 18   | 18    | 17  | 17   | 17   | 16     | 17        | 17      | 17       | 17       | 17,3 |
| Ø max. Temperatur in °C | 28     | 28      | 27   | 26    | 26  | 25   | 25   | 26     | 27        | 27      | 27       | 27       | 26,6 |

## Wirtschaft
Industrie ist in Kayunga sehr rar, es gibt lediglich einige kleine Tischlereien, eine Kaffeefabrik und zwei Maismühlen.
Die Menschen in Kayunga haben nur selten eine geregelte und feste Arbeit, viele müssen mehreren Beschäftigungen nachgehen. Außerdem haben sie neben ihren Jobs, noch die Arbeit auf ihren Kibanjas (Bauernhöfen) zu erledigen.
Zu den angebauten Pflanzen zählen Maniok, Kasava, Kochbananen, Mais, Bohnen, Süßkartoffeln und Obst, beispielsweise Ananas.

## Bildung
10 Kindergärten für Kinder von 3 bis 5 Jahren
6 Grundschulen für Kinder von 6 bis 13 Jahren
3 Institutionen für Kinder ab 14 Jahren
2 technische Institutionen (Berufsschulen)
Uganda hat eine Analphabetenquote von 50 %.
55 % der ugandischen Kinder werden eingeschult, davon machen 5 % den Schulabschluss.

## Städtepartnerschaften
Witzenhausen (Deutschland) seit 2001